# Gasteracantha thorelli
Gasteracantha thorelli är en spindelart som beskrevs av Eugen von Keyserling 1864. Gasteracantha thorelli ingår i släktet Gasteracantha och familjen hjulspindlar.
Artens utbredningsområde är Madagaskar. Inga underarter finns listade i Catalogue of Life.